# Edith Wilson (first lady)
Edith Wilson (született: Bolling, korábban: Galt; Wytheville, 1872. október 15. – Washington, 1961. december 28.) az Egyesült Államok first ladyje 1915 és 1921 közben, Woodrow Wilson feleségeként. Férje 1919-es agyvérzése után gyakorlatilag ő lett az ország elnöke, nagyon befolyásos szerepet játszott az ország vezetésében, később a „titkos elnök” elnevezést kapta történészektől.
Wytheville városában született, William Holcombe Bolling bíró lányaként, az első Virginiába érkezett telepesek, illetve apai ágon Pokahontasz leszármazottja. Illetve távoli rokona volt Thomas Jeffersonnak, Martha Washingtonnak, Letitia Tylernek, William Henry Harrisonnak és Benjamin Harrisonnak is. Helyi iskolába járt testvéreivel, írni és olvasni otthon tanult meg, majd a  Martha Washington Főiskola tanulója lett. Az iskolát utálta, így tanulmányait Richmondban folytatta, amire később élete legboldogabb éveiként emlékezett.
Első férjével, Norman Galttal, 1896-ban házasodott össze és a következő tizenkét évet Washingtonban töltötte. Egy sikertelen szülés következtében nem lett soha gyermeke. Férje korai halála után bejárta Európát. 1915 márciusában ismerkedett meg Woodrow Wilsonnal a Fehér Házban, aki azonnal megkedvelte és nem sokkal később el is jegyezte Bollingot. Egyes források szerint viszont már első felesége halála előtt megismerkedtek.
Hivatalának első éveiben az első first ladyként Európába utazott, illetve a megszokott tevékenységeket végezte az Egyesült Államokban. Ott volt a versailles-i békeszerződés aláírásakor is. 1919 októberében Woodrow Wilson agyvérzést szenvedett, aminek következtében részben megbénult. Edith és az elnök közeli tanácsadói elrejtették fogyatékosságának valós mértékét az amerikai néptől, a first lady döntött arról, hogy milyen ügyeket továbbít az elnöknek. Wilson és kabinetje között az egyetlen kapcsolat volt, befolyása nagy volt ebben a másfél évben.
Wilson elnöksége után is a fővárosban maradtak, az elnök 1924-ben halt meg, amit követően Edith továbbra is aktív maradt az országos politikában. Ott volt többek között Franklin D. Roosevelt beszédje közben, mikor az ország hadat üzent Japán ellen, 1945-ben Roosevelt temetésén és 1961-ben John F. Kennedy beiktatása közben is.
1961-ben halt meg, szívelégtelenség következtében, 89 évesen.